# Попович, Мирослав Владимирович
Миросла́в Влади́мирович Попо́вич (укр. Мирослав Володимирович Попович; 12 апреля 1930, Житомир, СССР — 10 февраля 2018, Киев, Украина) — советский и украинский философ

, специалист по логике, методологии и философии науки. Доктор философских наук, профессор, академик НАНУ.

## Биография
Родители — учителя-филологи. В годы ВОВ отец ушел на фронт, где погиб, защищая Киев. Начальное образование получил в Изяславской СШ № 1. После войны семья переехала к деду в Народичи. Здесь М. Попович окончил школу и в 1948 году вступил в университет .
В 1953 году окончил философский факультет Киевского государственного университета им. Т. Г. Шевченко и в течение трёх лет работал директором средней школы в пгт. Золотой Поток (Бучачский район) на Тернопольщине. Член КПСС (1955—1990).
В 1956 году поступил в аспирантуру Института философии АН Украины и с тех пор всю жизнь остался его сотрудником. Здесь он в 1960 году защитил диссертацию на соискание учёной степени кандидата философских наук по теме «Иррационализм в современной французской философии». В 1966 году в Отделении экономики, истории философии и права АН УССР защитил диссертацию на соискание учёной степени доктора философских наук по теме «Философский анализ языка науки».
С 1969 года — заведующий отделом логики и методологии науки, а с 2001 — директор Института философии им. Г. С. Сковороды НАН Украины. Главный редактор научного журнала «Философская мысль».
В 1992 году избран членом-корреспондентом, в 2003 — академиком НАН Украины.
Награждён Орденом «За интеллектуальную отвагу» журнала «Й» (2002) и Золотой медалью имени В. И. Вернадского НАН Украины (2007).
15 октября 2009 удостоен звания Почётного доктора Киевского национального университета имени Тараса Шевченко, а в 2015 — звания почётного профессора Национального университета «Киево-Могилянская академия».
Член редакционного совета интернет-издания «Религия в Украине» (укр. Релігія в Україні).
Похоронен на Байковом кладбище

## Научные труды

### Монографии
на русском языке
- Попович М. В. О философском анализе языка науки / АН УССР. Ин-т философии. — К.: Наукова думка, 1966. — 224 с.
- Попович М. В. «Философские вопросы семантики» / АН УССР. Ин-т философии. — К.: Наукова думка, 1975. — 299 с.
- Попович М. В. Очерк развития логических идей в культурно-историческом контексте. — К.: Наукова думка, 1979. — 243 с.
- Пути формирования нового знания в современной науке / [С. Б. Крымский, Б. А. Парахонский, М. В. Попович и др.; Отв. ред. М. В. Попович]. — К.: Наукова думка, 1983. — 231 с.
- Попович М. В. Мировоззрение древних славян. — К.: Наукова думка, 1985. — 167 с.
- Структура и смысл: (Формал. методы анализа в современ. науке) / [М. В. Попович, С. А. Васильев, Н. Б. Вяткина и др.; Отв. ред. М. В. Попович]; АН УССР, Ин-т философии. — К.: Наукова думка, 1989. — 229 с. ISBN 5-12-001026-1
- Развитие оснований физической теории / [М. В. Попович, Н. Н. Киселев, А. М. Кравченко и др.; Отв. ред. А. М. Кравченко, В. С. Лукьянец]; АН УССР, Ин-т философии, Бюро методол. семинаров. — К.: Наукова думка, 1989. — 166 с. ISBN 5-12-001044-X
- Логика и проблема рациональности / [Написали: М. В. Попович, В. И. Омельянчик, А. Т. Ишмуратов и др.]; Акад. наук Украины. Ин-т философии. — К.: Наукова думка, 1993. — 191 с. ISBN 5-12-002840-3
- Попович М. В. Логико-методологический анализ языка науки и проблема представления знания. Філософські діалоги’2014. – Вип. 8.  — К., 2014. — 246 с.
- Попович М. В. Кровавый век. — К., 2015. — 992 с.

на других языках
- Попович М. В. Похід проти розуму: Ірраціоналізм у сучасній французькій буржуазній філософії. К.: Изд-во АН УССР, 1960. — 155 с.
- Попов П. М. Григорій Сковорода.: Життя і творчість: Літ. портрет. — К.: Дніпро, 1969. — 172 с
- Попович М. В. Логіка і наукове пізнання. — К.: Наукова думка, 1971
- Драч І. Ф., Кримський С. Б., Попович М. В. Григорій Сковорода: Біографічна повість. — К.: Молодь, 1984. — 216 с. — (Уславлені імена. Випуск 60).
- Попович М. В. Микола Гоголь: роман-есе. — К.: Молодь, 1989. — 208 c.
- Попович М. В. Україна і Європа: праві і ліві. — К.: Київське братство, 1996. — 108 с.
- Попович М. В. Раціональність і виміри людського буття. — К.: Сфера, 1997. — 290 с.
- Попович М. В. Нарис історії культури України Архивная копия от 30 сентября 2020 на Wayback Machine. — К.: «АртЕк», 1998. — 728 с. (Трансформація гуманітарної освіти в Україні). (2-е вид. — К., 2001. — 728 с.)
- Україна на зламі тисячоліть: історичний екскурс, проблеми, тенденції та перспективи. — К.: МАУП, 2000. — 384 с.
- Попович М. В. Червоне століття Архивная копия от 30 сентября 2020 на Wayback Machine. — К.: АртЕк, 2005. — 888 с. ISBN 966-505-123-7
- Проблеми теорії ментальності / М. В. Попович, І. В. Кисляковська, Н. Б. Вяткіна та ін. — К.: Наукова думка, 2006. — 403 с.
- Попович М. В. Григорій Сковорода: філософія свободи. — К.: Попович М. Григорій Сковорода: Філософія свободи. – 2 вид. – К.: Майстерня Білецьких, 2008. – 256 с., 2007. — 255 с. (2-е вид. — К.: Майстерня Білецьких, 2008. — 255 с.)
- Попович М. В. Культура: Ілюстрована енциклопедія України. — К.: Балтія – Друк, 2009. — 182 с.
- Попович М. В. Істина. Правда. Життя. Думки небайдужої людини: Збірник науково-публіцистичних статей. — К., 2010. — 428 с.
- Попович М. В. Бути людиною. — К.: Видавничий дім «Києво-Могилянська академія», 2011. — 223 с.
- Попович М. В., Васильченко А. А., Омельянчик В. Й., Вяткіна Н. Б., Навроцький В. В., Поляк Г. В., Кохан Я. О., Кузнєцов В. І., Кисляковська І. В., Йолон П. Ф. Вимір раціональності як чинник європейської інтеграції України. / За ред. академіка НАН України М. В. Поповича. — К.: Наукова думка, 2014. — 294 с. 300 прим. ISBN 978-966-00-1403-9.

### Научная редакция
- Універсальний словник-енциклопедія (1999, головний редактор)
- Теорія смислу в гуманітарних дослідженнях та інтенсіональні моделі в точних науках / С. Б. Кримський, П. Ф. Йолон, В. І. Кузнєцов, Я. В. Шрамко; За ред. М. В. Попович. — К.: Наукова думка, 2012. — 456 с. — (Проект "Наукова книга") ISBN 978-966-00-1170-0